# Roure del Mosoll
El roure del Mosoll és el nom que popularment es dona a un roure martinenc (Quercus pubescens) que es troba al costat nord de la masia del mateix nom, al terme de la Corriu (municipi de Guixers, comarca del Solsonès) i que a causa de la seva grandària i de la forma de la soca, ha estat declarat bé patrimonial del municipi de Guixers